# Tai Odiase
Tai Osazeeonamen Odiase (Glenwood, 21 settembre 1995) è un cestista statunitense con cittadinanza nigeriana naturalizzato portoricano.

## Palmarès
- Coppa Italia: 1

Brescia: 2023
- Lega Lettone-Estone: 1

Prometej: 2023-2024